# Carolina Maria de Jesus
Carolina Maria de Jesus (Sacramento, estat de Minas Gerais, 14 de març de 1914 - São Paulo, 13 de febrer de 1977) va ser una escriptora brasilera. L'autora, favelada afrobrasilera, mare soltera de tres fills, va assolir un important reconeixement públic després que fos publicat el diari personal que escrivia, Quarto de despejo, en el qual va enregistrar les seves experiències de misèria, desesperança i marginalitat.
El llibre va publicar-se a São Paulo el 1960, en una edició de 10.000 exemplars, els quals s'esgotaren en tres dies. Es va traduir a més de deu llengües, convertint-se en un best seller. Es va publicar en català l'any 1963, a l'editorial Fontanella, amb el títol de Els mals endreços (Diari d'una dona de les barraques), amb traducció de Francesc Vallverdú.

## Obres
- Quarto de Despejo (1960)
- Casa de Alvenaria (1961)
- Pedaços de Fome (1963)
- Provérbios (1963)

- Diário de Bitita (1977), publicat pòstumament
- Um Brasil para Brasileiros (1982), publicat pòstumament
- Meu Estranho Diário (1996), publicat pòstumament
- Antologia Pessoal (1996), publicat pòstumament
- Onde Estaes Felicidade (2014), publicat pòstumament
- Meu sonho é escrever – Contos inéditos e outros escritos (2018), publicat pòstumament